# Балі (море)
Море Балі, Балійське море (англ. Bali Sea, індонез. Laut Bali) — міжострівне море Тихого океану між східним краєм острова Ява й островами Балі, Ломбок, Сумбава, Сулавесі й Мадура. Площа — 40 тисяч км², середня глибина — 411 м, найбільша глибина — 1590 м (западина Балі). Температура води 27-28 ° C. Солоність 33,0-34,0 ‰. Дно вистелено опадами, в яких багато вулканічного туфу. Припливи змішані, їх висота — до 1,7 м. На островах, що оточують море з півдня, розташовано декілька великих вулканів: Батура (останнє виверження 1926 р.), Агунг (вивергався 1964 р.), Тамбора та інші.
Головний порт — Сурабая (острів Ява).

## Географічне розташування
Море Балі розташоване на схід від Яванського моря, за розмірами набагато менше останнього. Північна межа його пролягає через острови Кангеан і Патерностер, східна — по умовній лінії між о. Сумбава й вищезазначеними островами. На півдні межа пролягає через острови Ломбок, Нуса, Балі, від мису Бантеан до мису Седано на Яві і до острова Кангеан.

## Рельєф дна
За типом море Балі належить до материкових міжострівних морів. Рельєф дна слабо розчленований, найглибша частина — південна. Шельф оконтурює всю улоговину, материковий схил виражений лише у південній частині, біля островів. Море пов'язане протоками Ломбок і декількома іншими з Індійським океаном і морем Флорес. Глибина проток невелика, до 20 м, тому водообмін відбувається тільки в поверхневих шарах.

## Клімат
Розташування в низьких широтах (8-10° пд. ш.) визначає кліматичні умови моря Балі. Акваторія моря лежить цілковито в субекваторіальному кліматичному поясі. Влітку переважають екваторіальні повітряні маси, взимку — тропічні. Сезонні амплітуди температури повітря незначні. У літньо-осінній період часто формуються тропічні циклони.
Мусонна циркуляція атмосфери, спекотна й дощова погода. В окремих районах на клімат впливають гористі, прорізані долинами береги островів.
Влітку південної півкулі (взимку північної, грудень-лютий) діє Сибірський антициклон, над Австралією в цей час — баричний мінімум. Взимку південної півкулі (влітку північної, червень-серпень) над Азією встановлюється Південно-Азійський мінімум, над Австралією тиск підвищується.
З грудня по березень триває вологий сезон, у цей час переважає дію південно-східного мусону. Північно-західний мусон діє в січні-лютому. Повторюваність західних і північно-західних вітрів у цей час становить 72—78 %, середня швидкість — 3—4 м/сек, до 10 — 15 м/сек. Шторми рідкісні (до 20—25 м/сек.)
Листопад — перехідний місяць, в цей час вітри нестійкі і часті дощі.
Температура води в поверхневих шарах (0—50 м) — 28—29 °C. солоність — 32—34 проміле. На глибині від 50 до 300 м — 25—26 °C, солоність — 34,5 проміле. На глибині 300 м і більше — відповідно 3—11 °C і 34,6 проміле.
Солоність змінюється залежно від сезону.

## Течії й припливно-відпливні явища
Течії формуються пануючими вітрами, швидкість їх у середньому 0,7 — 1 м/сек. Здебільшого вони спостерігаються на сході.
Припливно-відпливні явища добре помітні в протоках і вузьких бухтах, у вузьких проходах між рифами. У відкритому морі висота припливу досягає 1 м, біля берегів — 1,5—2 м.

## Біологія
Акваторія моря лежить в екорегіоні Малих Зондських островів центральної індо-пацифічної морської зоогеографічної провінції. У зоогеографічному відношенні донна фауна континентального шельфу й острівних мілин до глибини 200 м відноситься до індо-західнопацифічної області тропічної зони.